# オバデヤ書
『オバデヤ書』（オバデヤしょ）は旧約聖書文書のひとつ。『オバデア書』とも。旧約聖書のなかでもっとも短く、1章21節のみからなる予言の書。筆者は伝統的にオバデヤ（オバデア）という名の人物とされる（オバデヤ1、以下「オバ」と略す）。この名は字義通りには「主（ヤハ）の僕（または崇拝者）」を意味する。キリスト教では十二小預言書のひとつと分類され、ユダヤ教では後の預言者に分類される。

## 構成
『オバデヤ書』は大きく分けると「エドムの傲慢と滅亡」と「イスラエルの回復」の項目から成る。最初の9節までは、ヤハウェの意志によるエドムの地の完全な滅亡が預言される。オバデヤはエドムが蒙る徹底的な破壊ぶりを「盗人がお前のところに押し入り夜の侵略者が来れば、いかに、お前は痛めつけられることか」（オバ5、以下引用は『新共同訳聖書』による）と描写する。ヤハウェはエドムの同盟者すべてを叛かせ、エドムをその国境から追い出す（オバ7）。このような滅びと罰が与えられる理由が、10節から14節において提示される。それは、ヤハウェの選民であるイスラエルが攻撃されたとき、エドムがその期に乗じて略奪し、敵のように振舞ったからであるという。旧約聖書の伝承では、エドムとイスラエルの先祖は、エサウとヤコブの兄弟であり、したがって2つの民族は「兄弟」（オバ12）であるとみなされた。このような血族への暴虐によって、エドムは恥と滅びを永遠に蒙ると宣告される。15節から最終節の21節では、エドムの滅びとイスラエルの回復が語られる。18節では、破壊が完遂された後は「エサウの家（＝エドム人）には、生き残る者がいなくなる」（オバ18）といわれる。その逆に、イスラエルは聖所を得、いったんエドム人が入植した故地に戻ってくると預言される。最終節では、ヤハウェはエドムの山地を王として治めるといわれる。（「こうして王国は主のものとなる」（オバ21））

## 歴史的背景
この預言書の著述が行われた年代は、学者の間で議論となっている。著者やその家系、著者の歴史的状況についての情報が不明なため、年代を定めることは難しい。したがって預言の内容からのみ年代の推計を行わざるを得ない。「エドムは兄弟であるイスラエル民族が攻撃されたときに見捨てたため、滅ぼされなければならない」、という預言について考えると、紀元前605年から586年 - バビロンのネブカドネザル2世によりエルサレムが攻撃され、最終的にユダヤ人のバビロン捕囚が起こった時期が妥当であると思われる。
オバデヤ1-9節をエレミヤ書49:7-22の並行記述とみる。エレミヤ書のこの箇所はヨヤキン王の第4年（紀元前604年）とされており、したがってオバデヤ11-14節は紀元前586年のネブカドネザルによるエルサレム陥落を指すと看做される。この場合、おそらく『オバデヤ書』とエレミヤ書の筆者はともに今日知られていない共通の書に基づいて著述している可能性のほうが、エレミヤが『オバデヤ』を典拠として著述した可能性より高いと考えられる。この推論は、『オバデヤ』10節から21節に相当する箇所がエレミヤ書にはないこととも調和する。
いのちのことば社の『新聖書辞典』をはじめ、多くの注解書では、この説を通説としている。

## 主題
『オバデヤ書』全体の主題は神の民の敵の滅びである。他の幾人かの預言者とは異なり、『オバデヤ書』は「悔い改めよ、さもなくば滅ぶ」というメッセージを伝えているのではない。『オバデヤ書』は明快に、過去の報いとしての避けがたい滅びを伝えている。
『オバデヤ書』においては、神の民の内部での裁きが語られているとする見方もある。すなわちヤコブ（イスラエル）とエサウ（エドム）という兄弟の扱いがここでは主題化されており、『オバデヤ書』の目的は、ある家のなかでエドムがイスラエルを取り扱ったように己の兄弟を扱うものにはヤハウェの怒りが臨むことを悟らせ、ヤハウェに聴き従うよう教えるものだとする。

## そのほかの議論
年代のほかにも、『オバデヤ書』には学者の間で統一された見解が定まらない幾つかの論点がある。

### 『アモス書』との関係
『オバデヤ書』18節について、『アモス書』9章12節との関係をめぐる議論がある。「エサウの家（＝エドム人）には、生き残る者がいなくなる」（オバ18）とする『オバデヤ書』に対して、『アモス書』の上掲箇所では「エドムの生き残りの者」がイスラエルにその所有として与えられるとされる。学者によっては、『アモス書』の言及は象徴的なもので、イスラエルのかつての敵すべてを意味しており、文字通りのエドム人を指しているわけではないとする。『使徒行伝』15:17での『アモス書』への言及は、この考えの延長線上に位置づけられる。ここでエドムは神に従った異邦人の残りのものを象徴的に指している。フレデリック・A・タトフォードは『エドムの滅びの預言者』（Prophet of Edom's Doom）で、オバデヤの預言は今日完全に成就した、自らをエドム人であるとする人は誰もいないのだから、と主張さえしている。

### 地名の同定
イスラエルが捕われている土地として、20節で「セファラド」という地名が言及される。古代の伝承ではセファラドは現在のスペインであると信じられてきた。セファラドはラビ文学（および現代ヘブライ語）でもスペインを意味する。この地名はあるいは元来中東の地名で、後にヨーロッパに転用されたのかもしれない。傍証として、中世のラビ文学がエドムとローマ帝国を同一視していることが挙げられる。オバデヤの時代に、スペインにユダヤ人の入植地があったのかどうかは知られていない。オバデヤが言及しそうな重要な入植地を示す、どのような状況証拠も存在していないのである。したがって、セファラドを探す探求は結論のないままに残されている。（リディアの中心都市「サルディス」を指すともいう）

## 並行記述
『オバデヤ書』との直接の並行箇所は新約聖書にはないが、主題上の類似は上述のとおり見出されうる。旧約聖書においては、『エレミヤ書』49:7-16と『オバデヤ書』1-8に、細部は異なるものの、ほぼ並行する記述がある。『オバデヤ書』の様式と言葉遣いは、ことにその終結部において『ヨエル書』に近似している。『オバデヤ書』には「ヤハウェの日」という語が頻出するが、この語は『ヨエル書』、『イザヤ書』13章、『アモス書』5章、『ゼパニヤ書』1章、『マラキ書』3章にも見出される。